# Kocierz Moszczanicki
Kocierz Moszczanicki est une localité polonaise de la gmina de Łękawica, située dans le powiat de Żywiec en voïvodie de Silésie.